# 堂森善光寺
堂森善光寺（どうもりぜんこうじ）は、山形県米沢市にある真言宗豊山派の寺院。山号は松心山（しょうしんざん）。本尊は善光寺式）の阿弥陀三尊。出羽善光寺とも呼ばれている。前田利益（慶次）の供養塔がある。

## 歴史
平安時代の大同2年（807年）に善光寺阿弥陀堂の別当として創建されたと伝えられるが、宝暦13年（1763年）と明治26年（1893年）の二度の火災で全ての古い記録を失い、寺歴を知ることはできない。

## 文化財

### 山形県指定有形文化財
- 木造阿弥陀如来立像（通称 見返り阿弥陀如来）
- 木造伝長井時広夫妻坐像